# Pill Force
La Pill Force (Force de la pilule en français) est un réseau clandestin féministe qui distribue des pilules abortives en Afghanistan. 

## Présentation
La Pill Force est un réseau clandestin féministe qui distribue des pilules abortives aux étudiantes mariées en Afghanistan. L'objectif est de permettre aux femmes de poursuivre leurs études en leur épargnant des grossesses non désirées et des avortements dangereux,.  
Le réseau est alimenté par des expatriés, notamment des journalistes et des réseaux féministes scandinaves. Les boîtes de médicaments transitent par Dubaï ou New Delhi. 
Ce  mouvement s'inscrit dans la filiation de l'association révolutionnaire des femmes en Afghanistan. 
En 2022, la grande reporter Solène Chalvon-Fioriti publie chez Flammarion La femme qui s'est éveillée : une histoire afghane. Elle revient dans ce récit autobiographique sur son arrivée en Afghanistan en 2011 et sa rencontre avec Layle, une étudiante afghane, membres de la Pill Force et qui sera assassinée par son propre frère,.